# Syangboche
Syangboche ist ein kleiner Ort in der Khumbu-Region (Gemeinde Khumbu Pasanglhamu im Distrikt Solukhumbu) in Nepal unmittelbar nördlich von Namche Bazar. Er liegt auf 3720 m.
In Syangboche befindet sich ein kurzes, unbefestigtes Rollfeld (IATA-Flughafencode SYH, ICAO-Code VNSB, 13/31, 405 m × 30 m), das zur Landung kleiner, einmotoriger Maschinen und Hubschrauber geeignet ist. 1995 begann ein kleines, privates Hubschrauberunternehmen, kommerzielle Flüge für Trekker und Expeditionen anzubieten. Dies führte 1996 zu massiven Protesten seitens der Lodge-Besitzer in den Orten des traditionellen Anreiseweges in das Khumbu (Lukla und Phakding) und der Träger, die um ihre Existenz bangten, worauf der Personen-Flugverkehr von der nepalesischen Regierung verboten wurde.

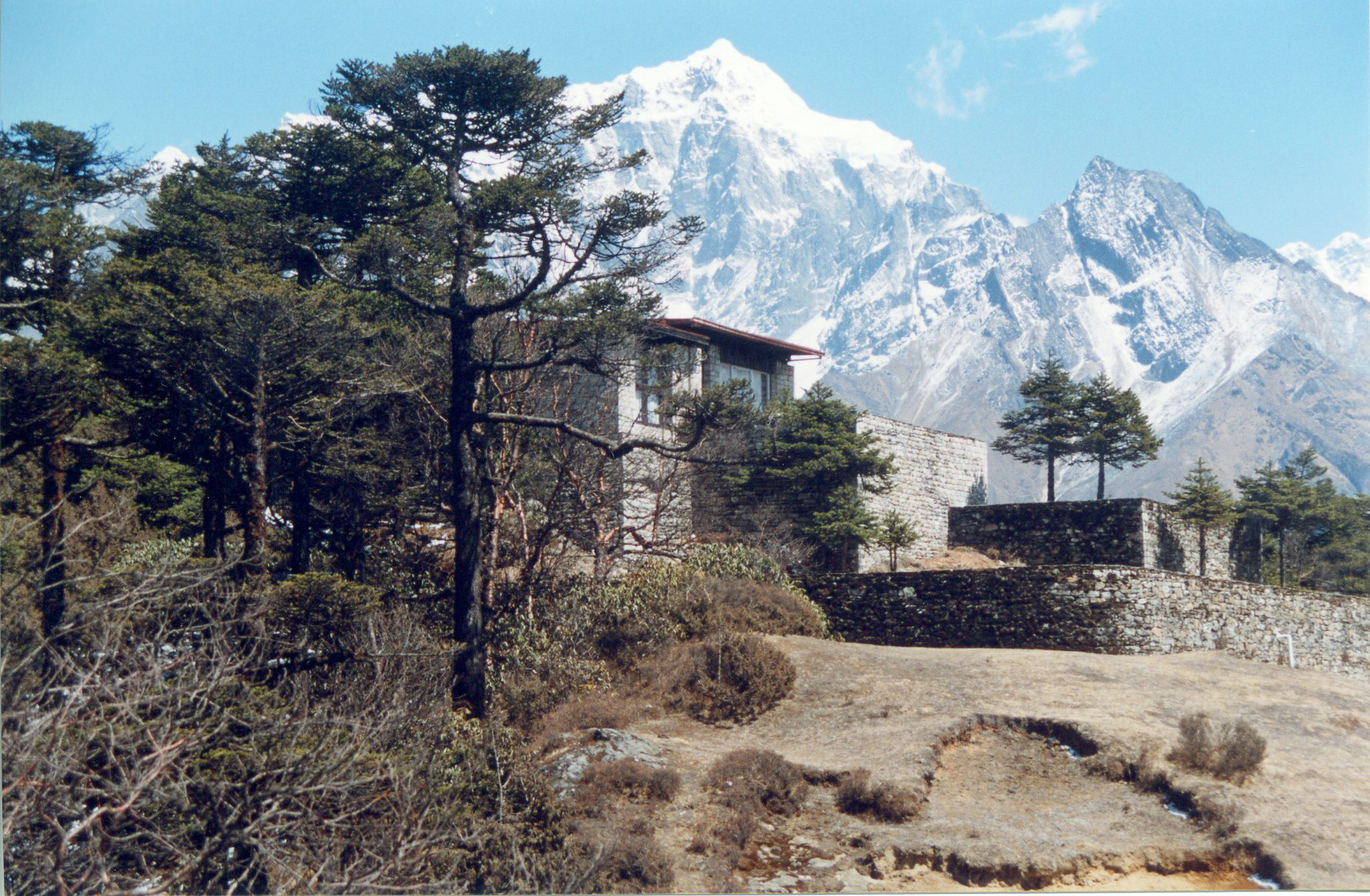
Everest View Hotel

Unmittelbar oberhalb des Ortes befindet sich das Syangboche Panorama Hotel oder auch Everest-View-Hotel. Da es mit 3970 m bereits in einer Höhe liegt, in der zum Schutz vor der Höhenkrankheit eine Höhenanpassung zwingend erforderlich ist, werden die Räume mit zusätzlichem Sauerstoff angereichert. Im Jahr 2004 wurde das Everest View Hotel als höchstgelegenes Luxushotel in das Guinness-Buch der Rekorde aufgenommen. Das Hotel ist insbesondere bei japanischen Touristen sehr beliebt und bietet einen atemberaubenden Blick auf Mount Everest, Lhotse, Nuptse und Ama Dablam.